# Mulino a vento

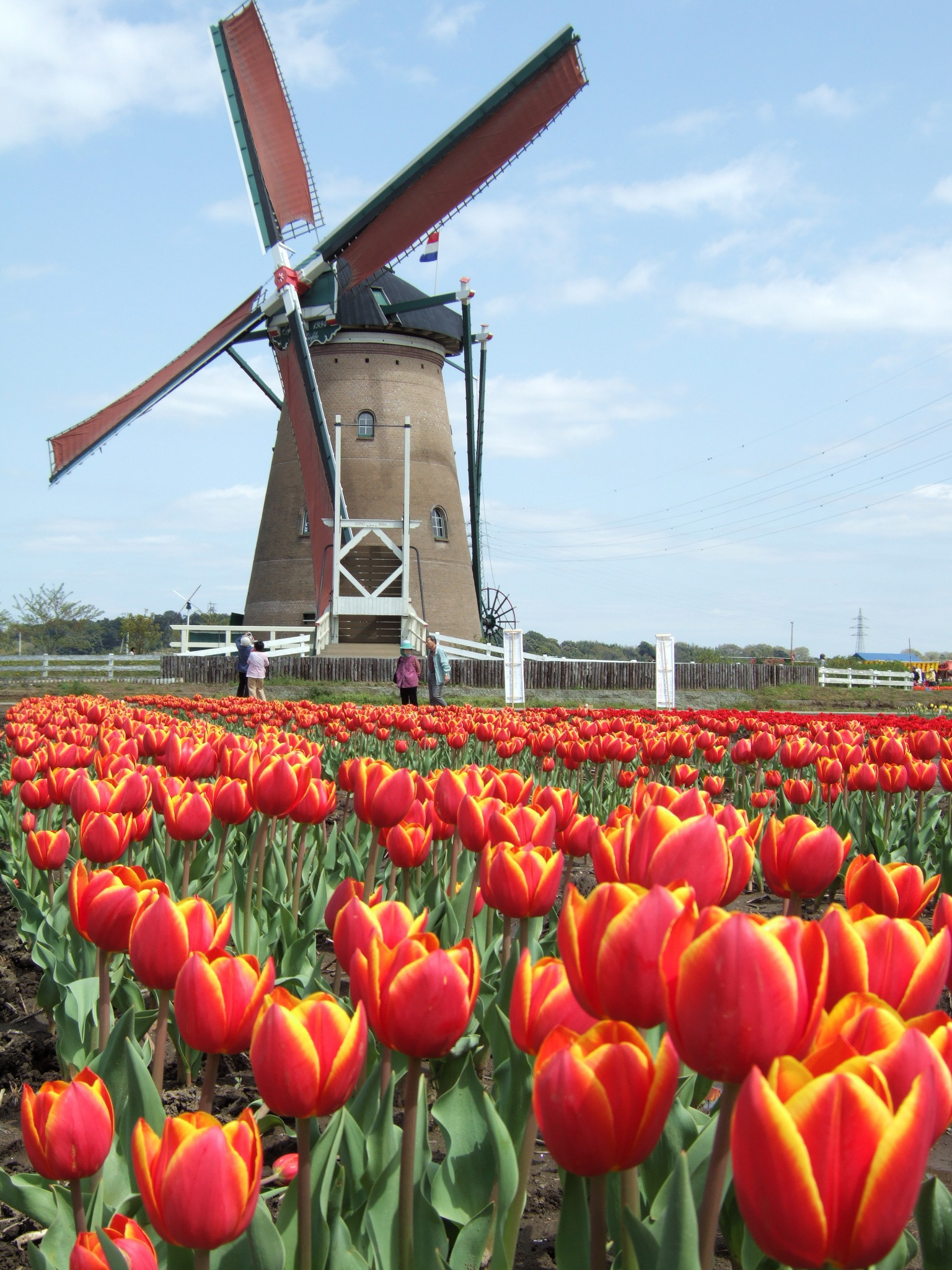
Un tipico mulino a vento olandese circondato da tulipani a Sakura, Giappone

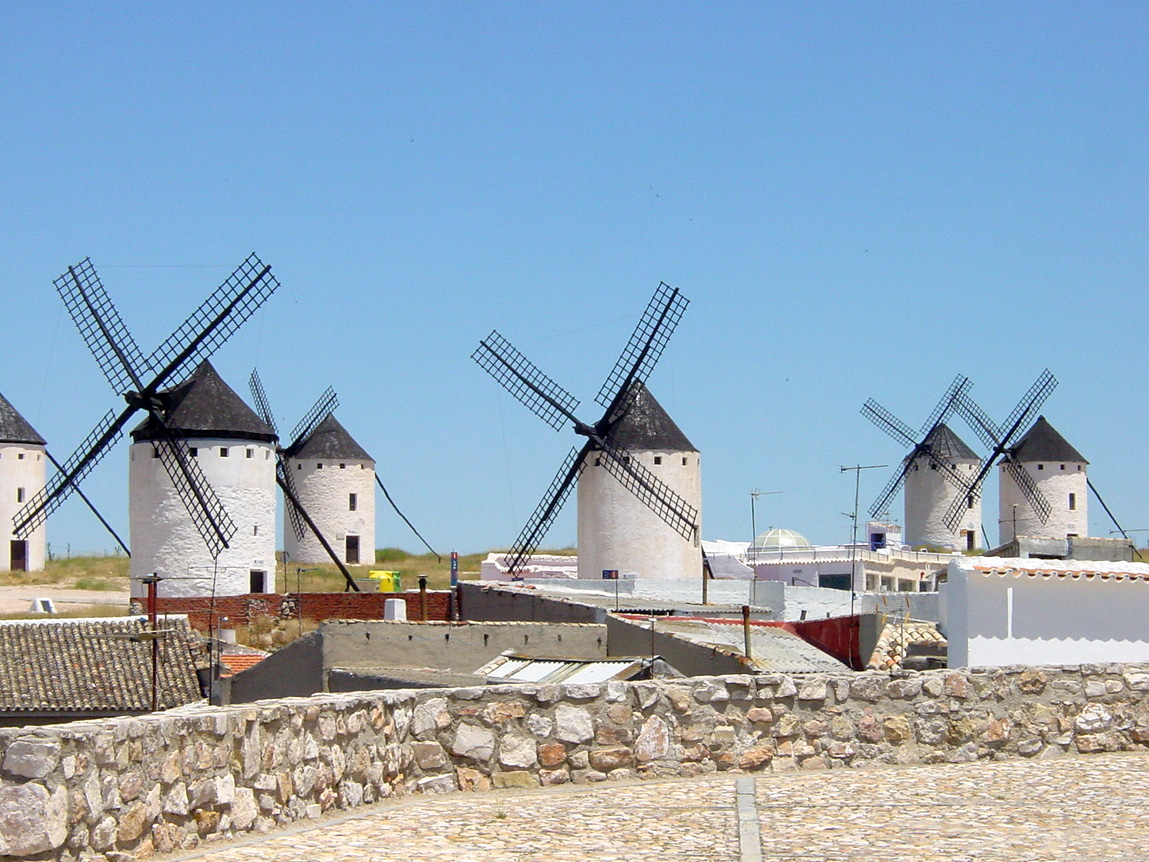
Mulini a vento a Campo de Criptana nella Mancia in Spagna

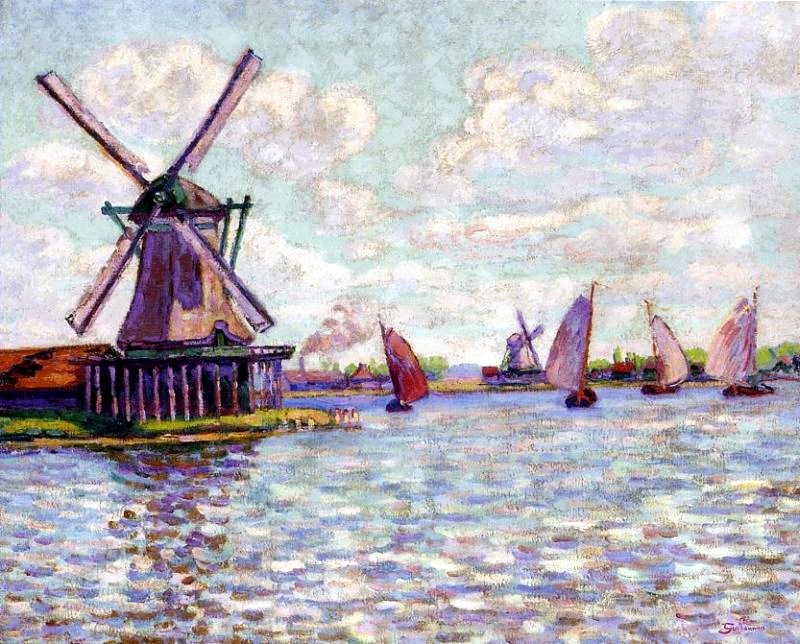
Moulins en Hollande (Mulini in Olanda), di Armand Guillaumin (1904).

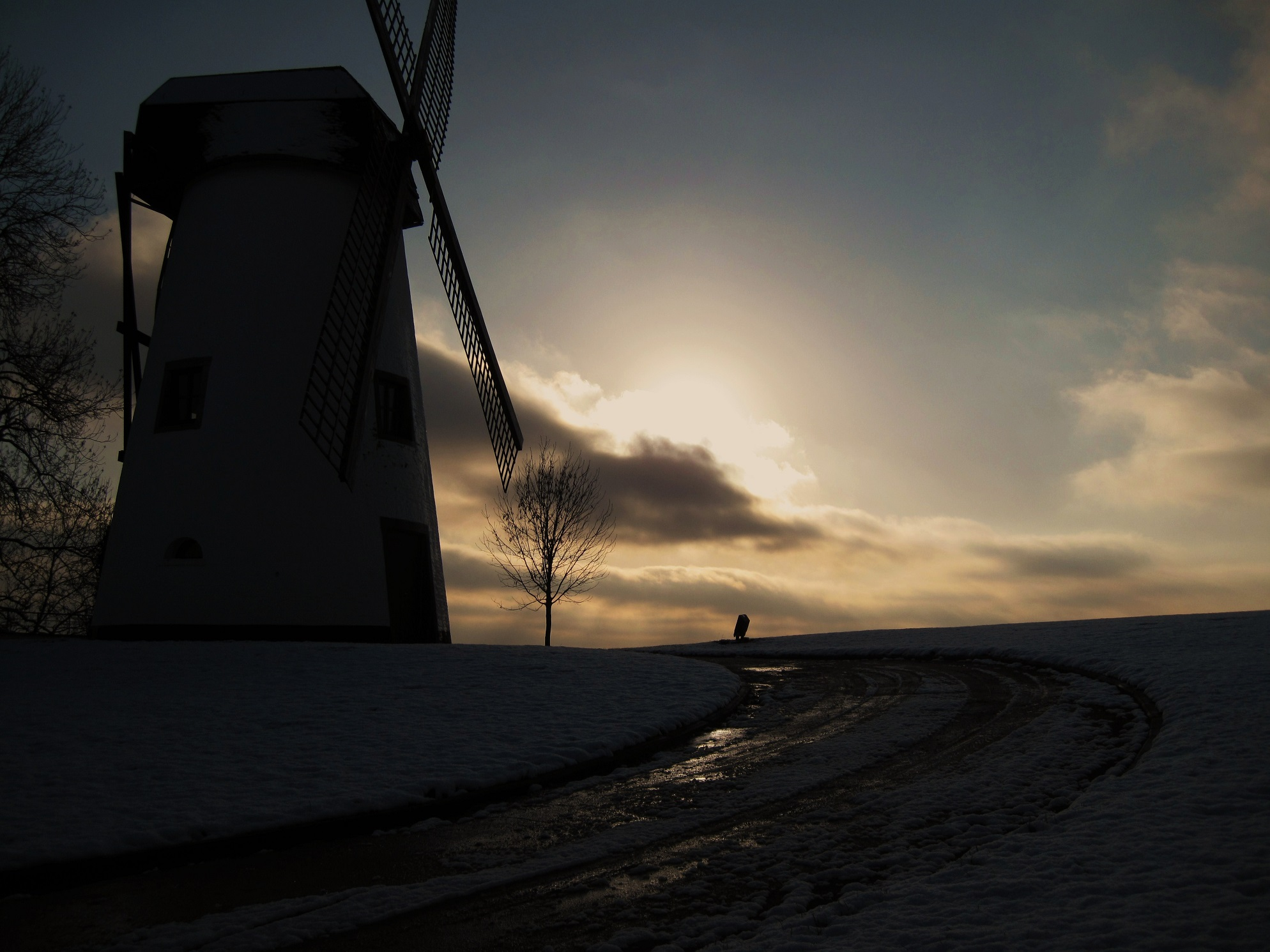
Mulino a vento di Opprebais, Belgio

Il mulino a vento è una struttura che sfrutta l'energia del vento (energia eolica) e attraverso la rotazione di eliche la trasforma in energia meccanica utilizzata per macinare cereali o altri materiali in ambito agricolo, artigianale o industriale.
Differisce dalla pompa eolica, la quale spesso presenta la struttura esterna e il principio meccanico simili a quelli di un mulino a vento, ma ha la funzione di movimentare l'acqua.

## Storia

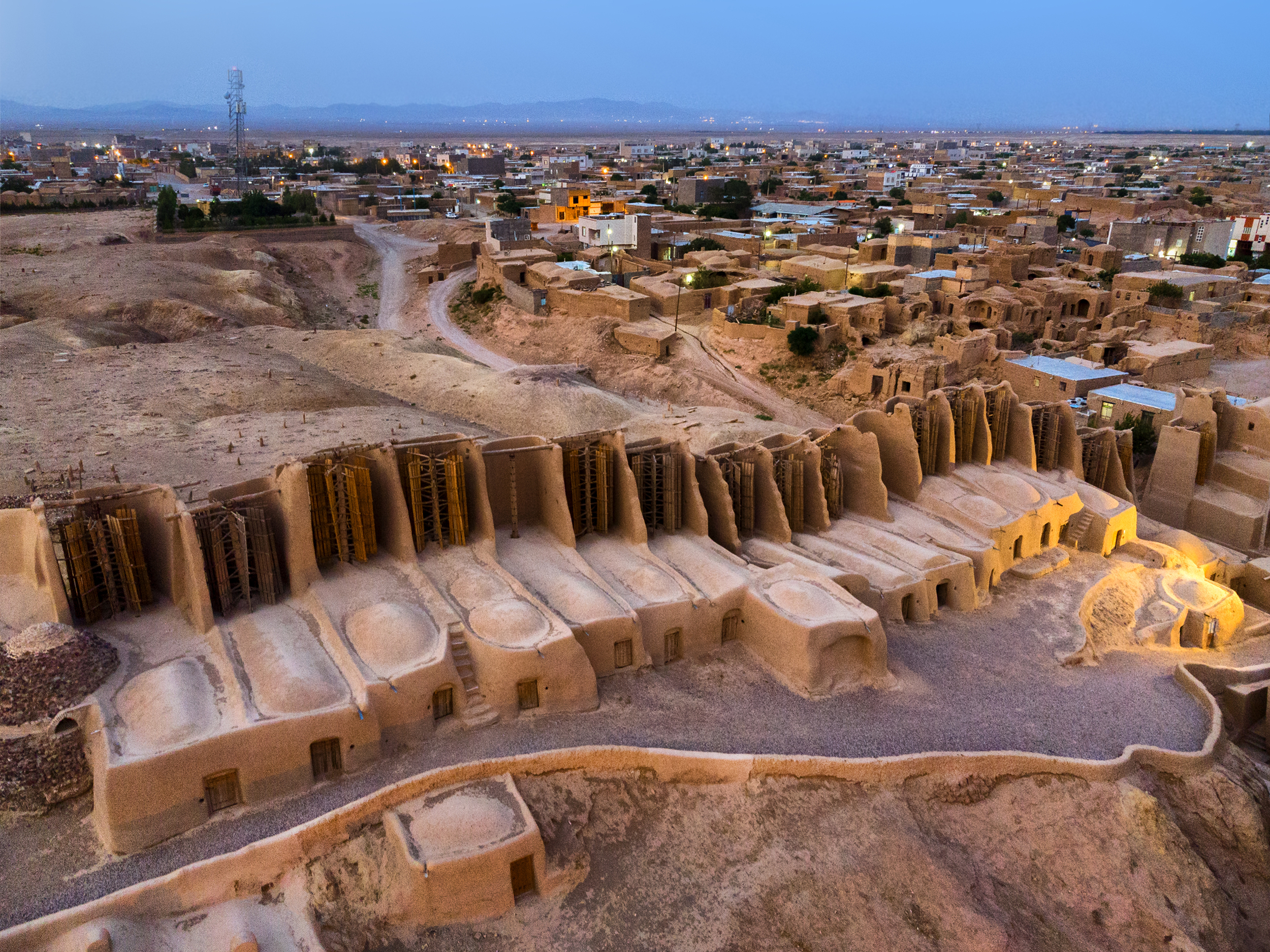
Mulini ad asse verticale di Nashtifan

Il mulino a vento ebbe origine in Persia circa 3.000 anni a.C. Altre fonti attestano questa invenzione intorno al VII secolo d.C. nella regione del Sistan, oggi in Iran. Era sostenuto da strutture innalzate sulla torre di un castello o in cima a una collina; il vano superiore ospitava le macine, quello inferiore il rotore. Era usato per produrre farina e altro.

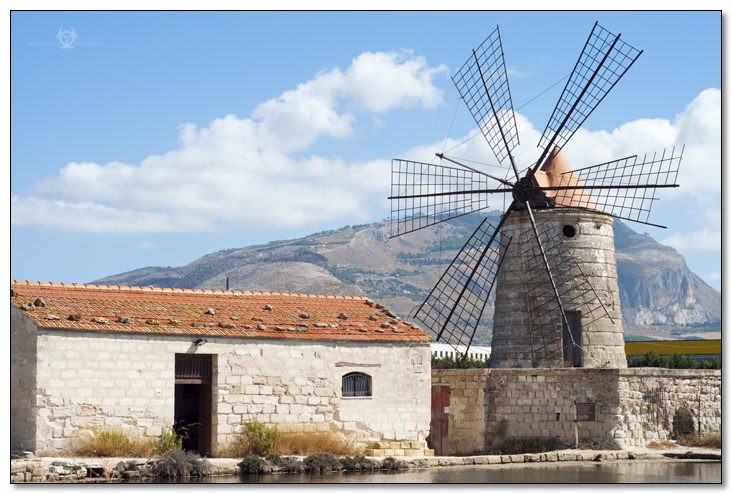
Un mulino a vento a Trapani

Il mulino dell'ingegnere greco Erone di Alessandria nel primo secolo d.C. è il più antico esempio dell'utilizzo di una ruota azionata dal vento per produrre energia.
Nell'area del Mediterraneo orientale in passato si era diffuso anche un modello di mulino eolico chiamato mulino fenicio, in cui le pale erano posizionate dentro il corpo della costruzione, di forma cilindrica. Le finestre indirizzavano l'aria all'interno muovendo le pale. Questo tipo di mulino era adatto a zone con venti deboli e incostanti per direzione. Un esempio di mulino fenicio è situato nel comune di Borgio Verezzi in provincia di Savona.
In Italia antiche turbine a vento a sei pale, conservate o restaurate, sono tuttora in uso nelle saline di Trapani con la funzione di mulino a vento per macinare il sale o di pompa idraulica per pompare acqua di mare da una vasca all'altra.

## Mulini a vento orizzontali
I primi mulini a vento avevano pale che ruotavano su un asse verticale. Secondo Ahmad Y. al-Hassan, questo tipo fu inventato nella parte orientale della Persia, come riportato dal geografo persiano Estakhri nel nono secolo. L'autenticità di un antico aneddoto di un mulino a vento che coinvolge il secondo califfo Umar (634-644 d.C.) è messa in dubbio, in quanto il documento sembra risalire al decimo secolo. 
Avevano da sei a dodici pale rivestite in stuoie di canne ed erano usati per macinare grano o per estrarre acqua; erano diversi da quelli europei, più recenti. Ampiamente usati in Medio Oriente e in Asia centrale, successivamente si diffusero anche in Cina e in India.
In Europa i pochi mulini a vento orizzontali furono costruiti durante il XVIII e il XIX secolo, ad esempio il mulino Fowler a Battersea a Londra, il mulino Hooper a Margate nel Kent. Questi primi modelli moderni sembrano non aver subito influenze dirette del Medio e Lontano Oriente e risultano frutto del lavoro ingegneristico sotto la spinta della rivoluzione industriale.

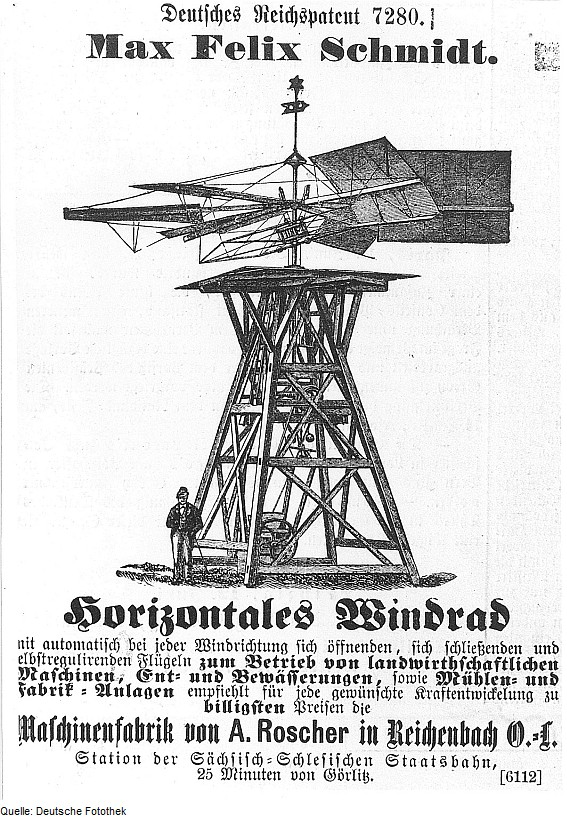
Mulino a vento ad asse verticale
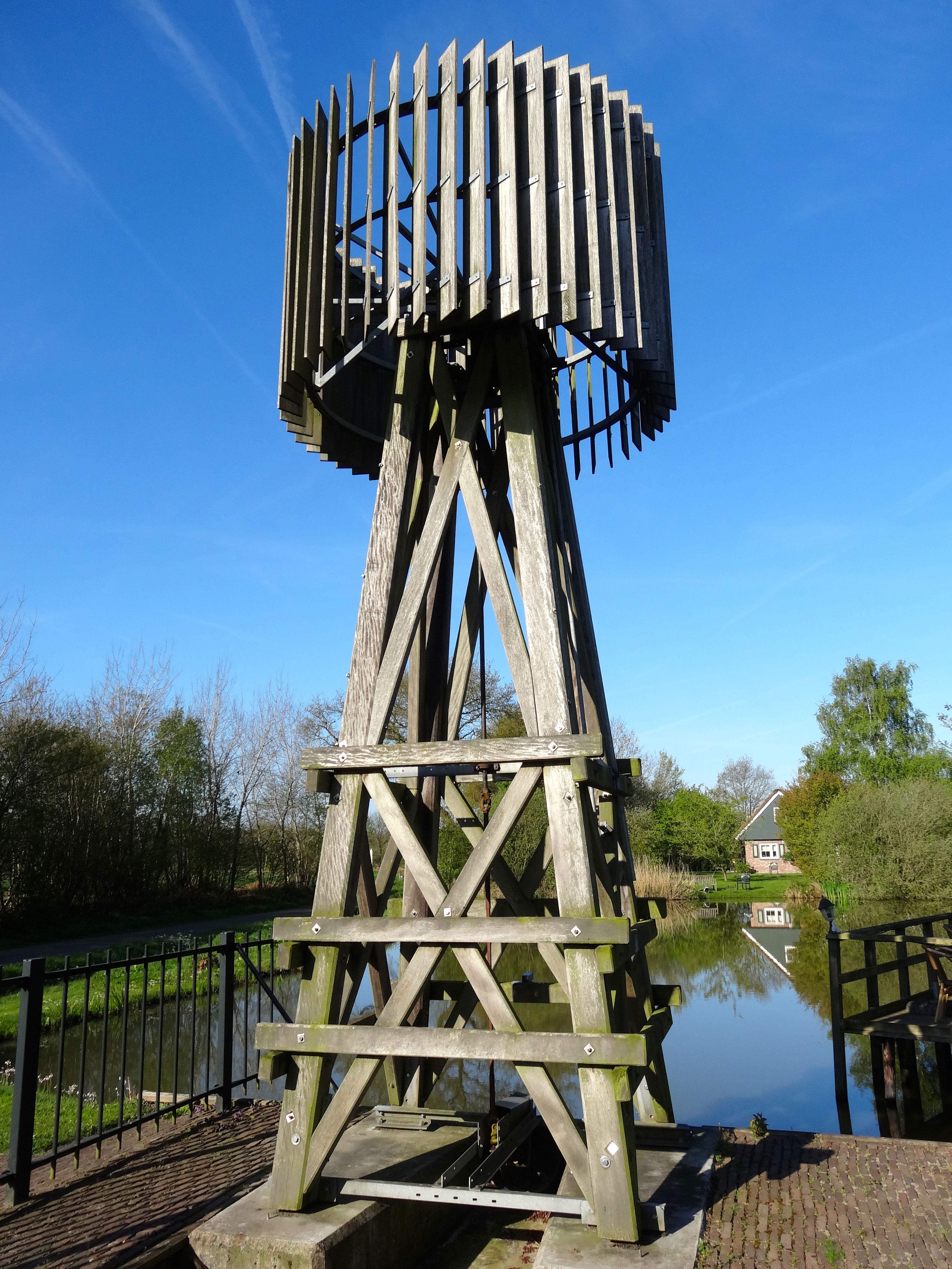
Il mulino a vento Tonmolen a Paasloo, Paesi Bassi

## Mulini a vento verticali
Data la mancanza di prove, esistono dibattiti fra gli storici per determinare se i mulini orizzontali mediorientali siano stati fondamentali per lo sviluppo di quelli europei. Nel sud-ovest dell'Europa i mulini ad asse orizzontale o mulini verticali (chiamati così per il piano di movimento delle pale) si crede siano nati nel dodicesimo o tredicesimo secolo tra la Francia settentrionale, Inghilterra meridionale e le Fiandre.
I primi si attestano nel 1185 nel villaggio di Weedley (Yorkshire) situato di fronte all'estuario Humber. Ne è stato trovato anche qualcuno antecedente, ma di datazione meno certa (fonte europea del dodicesimo secolo).
Erano usati per macinare il grano.

### Mulini a palo
Attualmente i primi esempi di mulini a vento europei sono mulini a palo, così denominati per il largo palo verticale su cui si basa l'intera struttura. Montando il corpo in questo modo, il mulino può ruotare così da ricevere il vento frontalmente, un requisito fondamentale di qualsiasi mulino a vento per operare con efficienza nel nord-ovest dell'Europa, dove la direzione del vento è variabile. Il corpo contiene tutti i meccanismi. I primi mulini a palo erano di tipo sunken, in cui il palo era chiuso in una collinetta per dargli sostegno. Successivamente fu sviluppato un supporto in legno, spesso coperto in cima o circondato da una cupola per proteggerlo dalle precipitazioni e per creare spazio destinato al magazzino. Questo tipo di mulino era il più comune in Europa fino al diciannovesimo secolo, quando fu sostituito da quelli più potenti, come mulini a torre e mulini smock.

### Mulini a torre

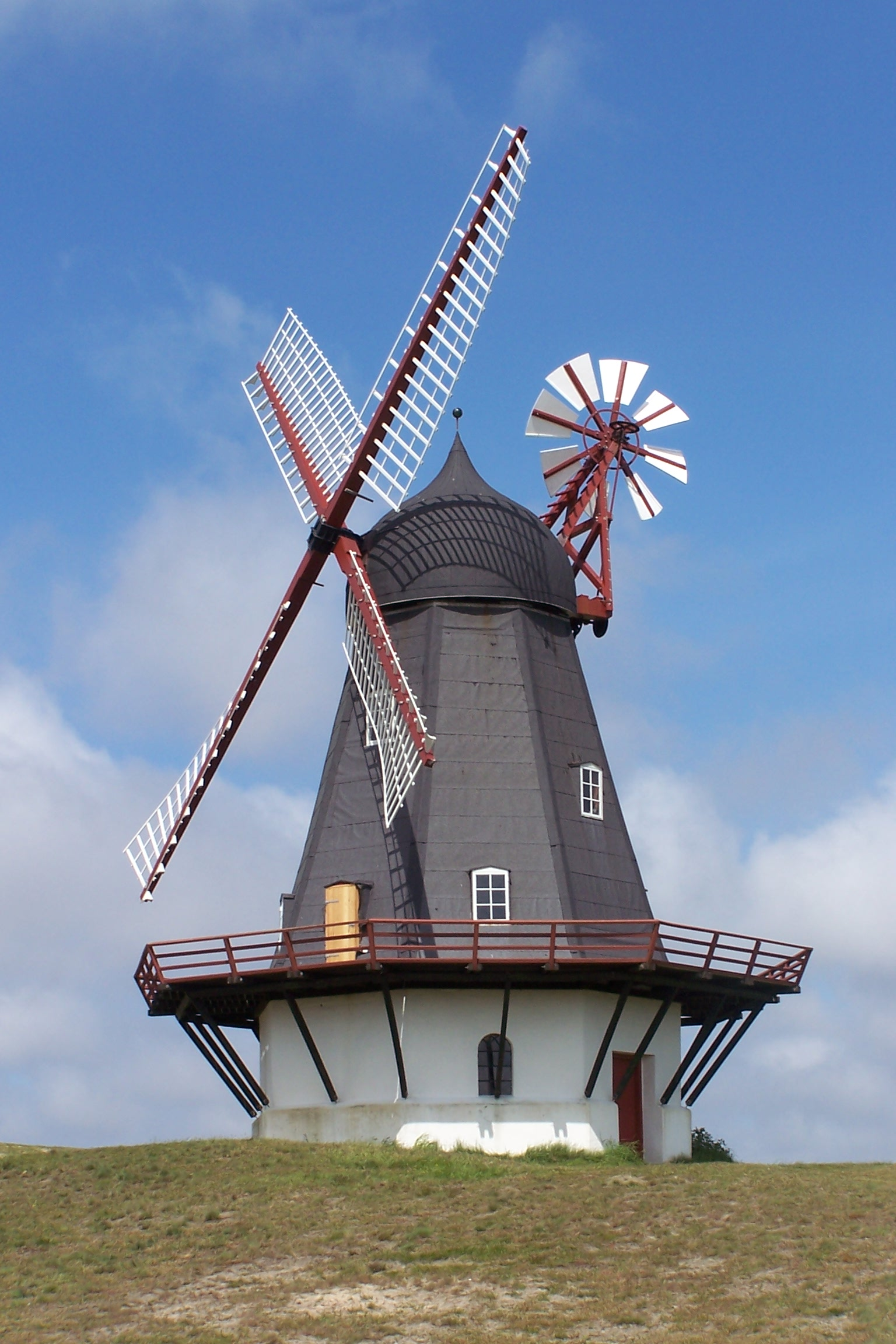
Mulino a torre con rotore di coda.

Alla fine del tredicesimo secolo furono introdotte strutture in muratura, sulle quali, a differenza del mulino a palo, era possibile far ruotare solo la testa del mulino invece che l'intero corpo. Anche se erano più costosi da costruire, si diffusero perché l'economia in espansione richiedeva fonti energetiche più stabili. Muovendosi unicamente la testa, la struttura portante poteva essere molto più alta, quindi le pale potevano essere più lunghe; questo consentiva il funzionamento anche in condizioni di basso vento. La testa poteva essere ruotata in direzione del vento sia da argani che da ingranaggi posti all'interno o da un argano montato all'esterno del mulino sul palo di coda. Un metodo per mantenere automaticamente la direzione del vento era l'utilizzo di un rotore di coda, montato perpendicolarmente alle pale sul retro del mulino, anch'esse fissate su pali di coda. 
Erano comuni in Gran Bretagna e in altri paesi anglosassoni dell'impero Britannico, in Danimarca e Germania, ma rari in altre zone. In alcune parti del Mediterraneo venivano costruiti mulini fissi perché la direzione del vento non variava spesso.

## Meccanismo

### Pale
Le pale comuni consistono in una struttura reticolare sulla quale è ancorata la tela. Il mugnaio può regolare la superficie di estensione delle vele in base alla potenza richiesta. Nei mulini a vento medievali la copertura delle pale passava fra le maglie della struttura della vela. Dopo i mulini vennero costruiti con una struttura reticolare, sopra la quale era distribuita la tela; in climi freddi la tela era rimpiazzata da lamine di legno, più facili da gestire in condizioni di gelo. La vela a fiocco è diffusa nei paesi mediterranei e consiste in un semplice triangolo di tessuto avvolto intorno ad un'asta.
In tutti i casi un mulino necessita di poter essere fermato per aggiustare le pale. Invenzioni britanniche del diciottesimo e diciannovesimo secoli portarono a pale che si regolano autonomamente rispetto all'intensità del vento senza l'intervento del mugnaio (pale brevettate da William Cubitt nel 1807). In esse il rivestimento in tela è rimpiazzato da un meccanismo di serrande connesse fra loro.
In Francia Pierre-Théophile Berton inventò un sistema che consiste di lamine di legno longitudinali connesse da un meccanismo che consentiva al mugnaio di aprirle mentre il mulino ruotava. Nel ventesimo secolo una maggiore conoscenza dell'aerodinamica dovuta allo sviluppo dell'aeroplano condusse a ulteriori miglioramenti in efficienza (ad esempio, grazie all'ingegnere tedesco Bilau e a diversi mugnai olandesi).
La maggioranza dei mulini a vento ha quattro eliche. Mulini con eliche multiple (cinque, sei o otto) furono costruiti in Gran Bretagna (specialmente nella regione del Lincolnshire e Yorkshire e nei dintorni), in Germania, meno in altri luoghi. Mulini a vento con vele multiple precedenti si trovano in Spagna, Portogallo, Grecia, parte della Romania, Bulgaria e Russia. Il vantaggio di un numero di pale maggiore consiste nel poter far funzionare il mulino anche se una vela è danneggiata, rimuovendo la vela opposta in modo da bilanciarlo.
Nei Paesi Bassi la posizione stazionaria delle pale di un mulino si usa per comunicare: una leggera inclinazione delle vele davanti al mulino esprime gioia, un'inclinazione verso la struttura indica un lutto. Seguendo questa consuetudine, i mulini a vento della nazione vennero posizionati in segno di lutto a seguito del disastro aereo del volo Malaysia Airlines 17 nel 2014, che provocò 298 vittime, di cui 193 olandesi.

### Meccanica

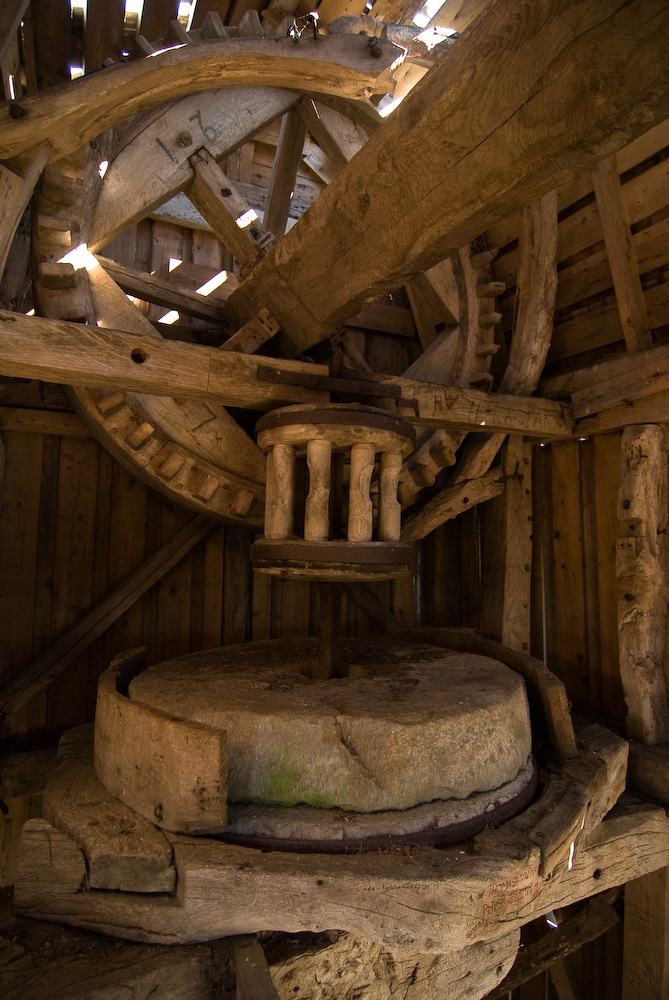
Interno di un mulino a vento con ingranaggi, alberi e macina.

Gli ingranaggi di un mulino a vento convogliano la potenza ricavata dal moto rotatorio delle pale in un dispositivo meccanico. Le pale sono posizionate su un'asta di sostegno, che può essere tutta in legno, o in legno con una punta di ferro all'estremità (dove sono montate le vele), o interamente in ferro. Il freno a disco è montato sull'asta che sostiene le pale fra il supporto frontale e posteriore. Ha il freno attorno alla parte esterna della ruota e denti sul lato di essa che guidano l'ingranaggio orizzontale chiamato "wallower" sulla cima dell'albero montante verticale, guida uno o più denti di pietra, i quali azionano ogni macina. I mulini a palo qualche volta hanno un rotore di testa o di coda che aziona direttamente i denti di pietra, invece di usare lo sperone. Ruote dentate supplementari azionano un sacco di sollevamento o altri macchinari.

## Diffusione e declino

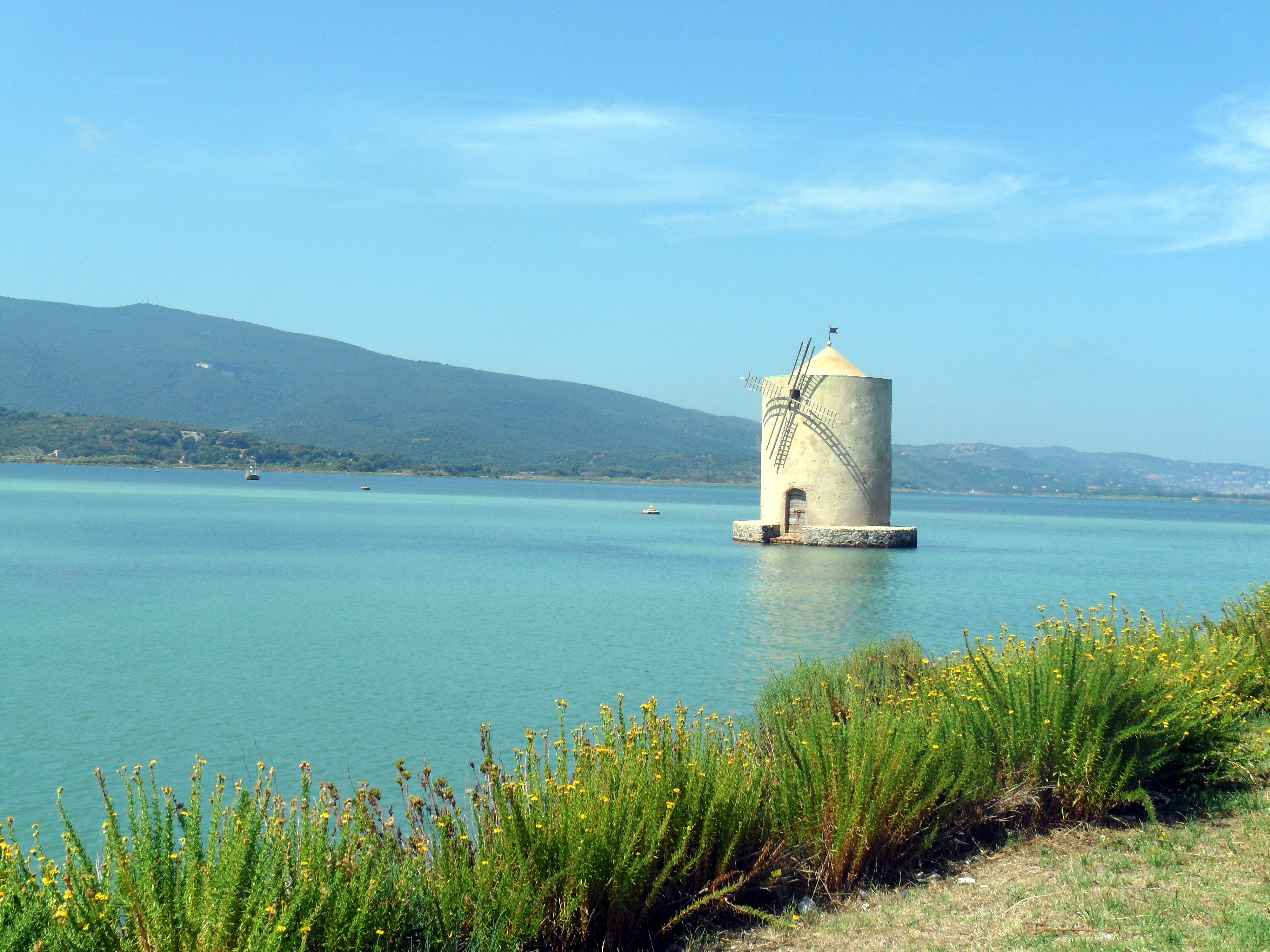
Mulino a Orbetello

Si stima che il numero di mulini che sfruttano il vento in Europa durante la loro massima diffusione si aggirasse attorno a 200 000, molto meno rispetto ai mulini ad acqua (500 000). I mulini a vento erano utilizzati in regioni dove la presenza d'acqua non era sufficiente, dove i corsi d'acqua gelavano in inverno e su terreni privi di pendenza, per cui la velocità dell'acqua era troppo bassa per generare la potenza necessaria. Con l'avvento della rivoluzione industriale i mulini a vento e ad acqua divennero meno importanti come fonte di energia, e furono in alcuni casi rimpiazzati da motori a vapore (nei mulini a vapore) e motori a combustione interna; tuttavia numerosi mulini a vento continuarono a essere costruiti fino al diciannovesimo secolo. Oggigiorno i mulini a vento vengono preservati per il loro valore storico; alcuni vengono tenuti fermi perché gli antichi ingranaggi sono troppo fragili e potrebbero rompersi se messi in movimento; altri sono ancora perfettamente funzionanti.
Dei 10 000 mulini in uso nei Paesi Bassi nel 1850, circa 1 000 sono ancora in piedi. La maggior parte di questi sono mantenuti da volontari e qualcuno si usa ancora per scopi commerciali. Il distretto Zaan è stato identificato come la prima area industrializzata al mondo con circa 600 mulini a vento operativi dalla fine del diciottesimo secolo.
La costruzione di mulini si diffuse nella colonia del Capo nel diciassettesimo secolo. I primi mulini non sopravvissero alle tempeste della penisola del Capo, quindi nel 1717 Heeren XVI inviò carpentieri, muratori e materiali per la costruzione di un mulino più resistente. Completato nel 1718, divenne conosciuto come Oude Molen; era collocato fra la stazione Pineland e Black River. Molto tempo dopo la sua demolizione il suo nome continua ad essere ricordato grazie all'istituto tecnico a Pinelands. Dal 1863 a Città del Capo si potevano contare 11 mulini, distribuiti fra Paarden Eiland fino a Mowbray.